# Serviço de Informações de Segurança
Serviço de Informações de Segurança (SIS; portugiesisch für: Sicherheitsinformationsdienst) ist der portugiesische Nachrichten- und Informationsdienst und ein Teil des Informationssystems der Portugiesischen Republik, der im Jahr 1986 gegründet wurde. Er ist direkt dem Premierminister unterstellt und Bestandteil des Sistema de Informações da República Portuguesa. Sein Sitz ist Lissabon.

## Aufgaben
Die Aufgaben und Funktionen des SIS sind:
- Verhütung von Gefahren für die innere und äußere Sicherheit;
- Aufrechterhaltung der Einheit und Integrität der demokratischen Rechtsstaatlichkeit;
- Unabhängigkeit und die nationalen Interessen zu schützen.

### Im Einzelnen
- Internationaler Terrorismus
- Klassische Spionage
- Wirtschaftsspionage
- Organisierte Kriminalität
- Ideologischer und religiöser Extremismus
- Geldwäsche
- Internationaler Handel mit Massenvernichtungswaffen
- Menschenhandel und illegale Migration
- Cyberkriminalität
- Neue Formen der Kriminalität